# Voralpen-Kreuzblume
Die Voralpen-Kreuzblume (Polygala alpestris) ist eine Art aus der Familie der Kreuzblumengewächse (Polygalaceae).

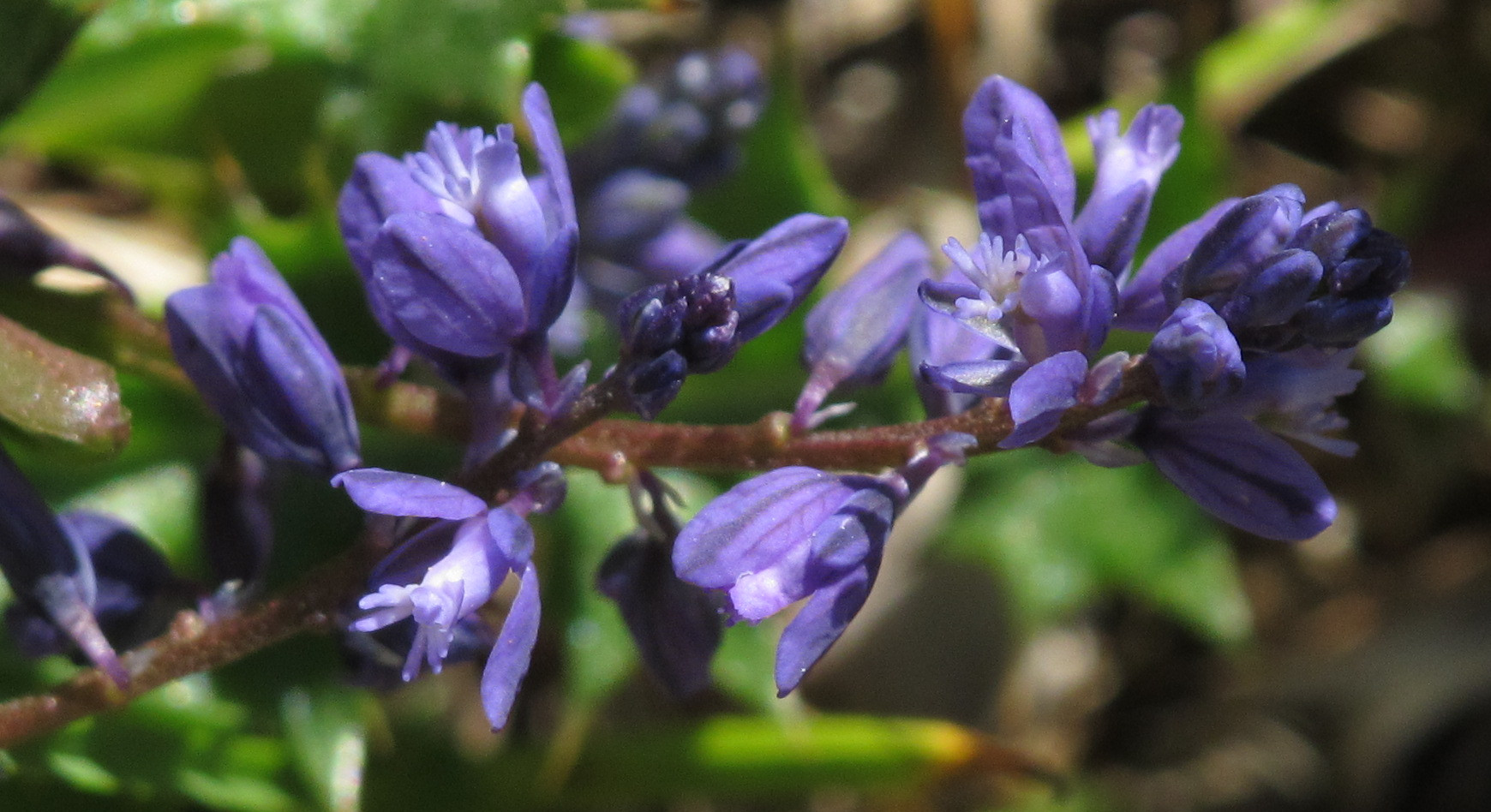
Voralpen-Kreuzblume (Polygala alpestris)

## Merkmale
Die Voralpen-Kreuzblume ist ein immergrüner, ausdauernder, krautiger Hemikryptophyt oder Chamaephyt, der Wuchshöhen von 5 bis 15 Zentimeter erreicht. Die Art bildet eine Pleiokormwurzel aus. Der Blütenstand ist eine dichte, 2 bis 3,5 Zentimeter lange und von den stark vergrößerten oberen Stängelblättern umgebene Traube. Die Blüten sind tiefblau. Die Krone ist 3,8 bis 6 Millimeter lang. Die Kelchzipfel sind elliptisch bis verkehrteiförmig, 3,5 bis 5,5 Millimeter lang und 2,0 bis 3,2 Millimeter breit. Ihre Seitennerven sind wenig verzweigt und weisen nur selten eine Verbindung zum Mittelnerv auf.
Die Chromosomenzahl beträgt 2n = 34.
Die Blütezeit reicht von Juni bis Juli.

## Verbreitung
Die Voralpen-Kreuzblume wächst auf frischen Steinrasen und kurzrasigen Matten in der subalpinen bis alpinen Stufe. In Deutschland ist die Art zerstreut in den Alpen in Bayern zu finden. In Österreich ist sie in den westlichen Alpen häufig, sonst zerstreut bis selten. Sie fehlt in Wien, Niederösterreich und dem Burgenland. In den Allgäuer Alpen steigt sie bis zu einer Höhenlage von 2100 Metern auf. In Tirol kommt sie in 2200 Metern Meereshöhe, in Graubünden am Piz Laschadurella bei 2650 Meter und im Wallis bis 2700 Meter Meereshöhe vor.
Sie ist eine Charakterart der Ordnung der Alpin-subalpinen Blaugrasrasen (Seslerietalia variae) und des Verbands der Borstgrasrasen (Nardion strictae).
Die ökologischen Zeigerwerte nach Landolt & al. 2010 sind in der Schweiz: Feuchtezahl F = 3 (mäßig feucht), Lichtzahl L = 4 (hell), Reaktionszahl R = 4 (neutral bis basisch), Temperaturzahl T = 2 (subalpin), Nährstoffzahl N = 2 (nährstoffarm), Kontinentalitätszahl K = 3 (subozeanisch bis subkontinental).